# Matrei in Osttirol
Matrei in Osttirol (tot in de 20ste eeuw Windisch-Matrei) is een gemeente in de Oostenrijkse deelstaat Tirol, en maakt deel uit van het district Lienz.
Matrei in Osttirol telt 4990 inwoners.

## Geschiedenis
De oude wijkkerk St. Nikolaus dateert uit de tweede helft van de 12de eeuw.

## Geografie

### Ligging
Matrei is de grootste gemeente van Osttirol en ligt in het noorden van het district Lienz. Het gebied van de gemeente omvat het hooggebergte landschap van de Hohe Tauern met het Tauerntal en verschillende zijdalen zoals het Iseltal. In het gebied van de gemeente liggen de Venedigergruppe en de Granatspitzgruppe met veel bergen van boven de 3.000 meter. Het hoogste punt van de gemeente is de Großvenediger met een hoogte van 3.674 meter. Het laagste punt van de gemeente bevindt zich met 814 meter in het dorp Huben.

### Kernen
De gemeente Matrei in Osttirol bestaat uit twee kadastrale gemeenten, de kadastrale gemeente Matrei in Osttirol Markt met het dorp Matrei en de kadastrale gemeente Matrei in Osttirol Land.
Matrei in Osttirol Land omvat onder andere het plaatsje Zedlach.

### Foto's

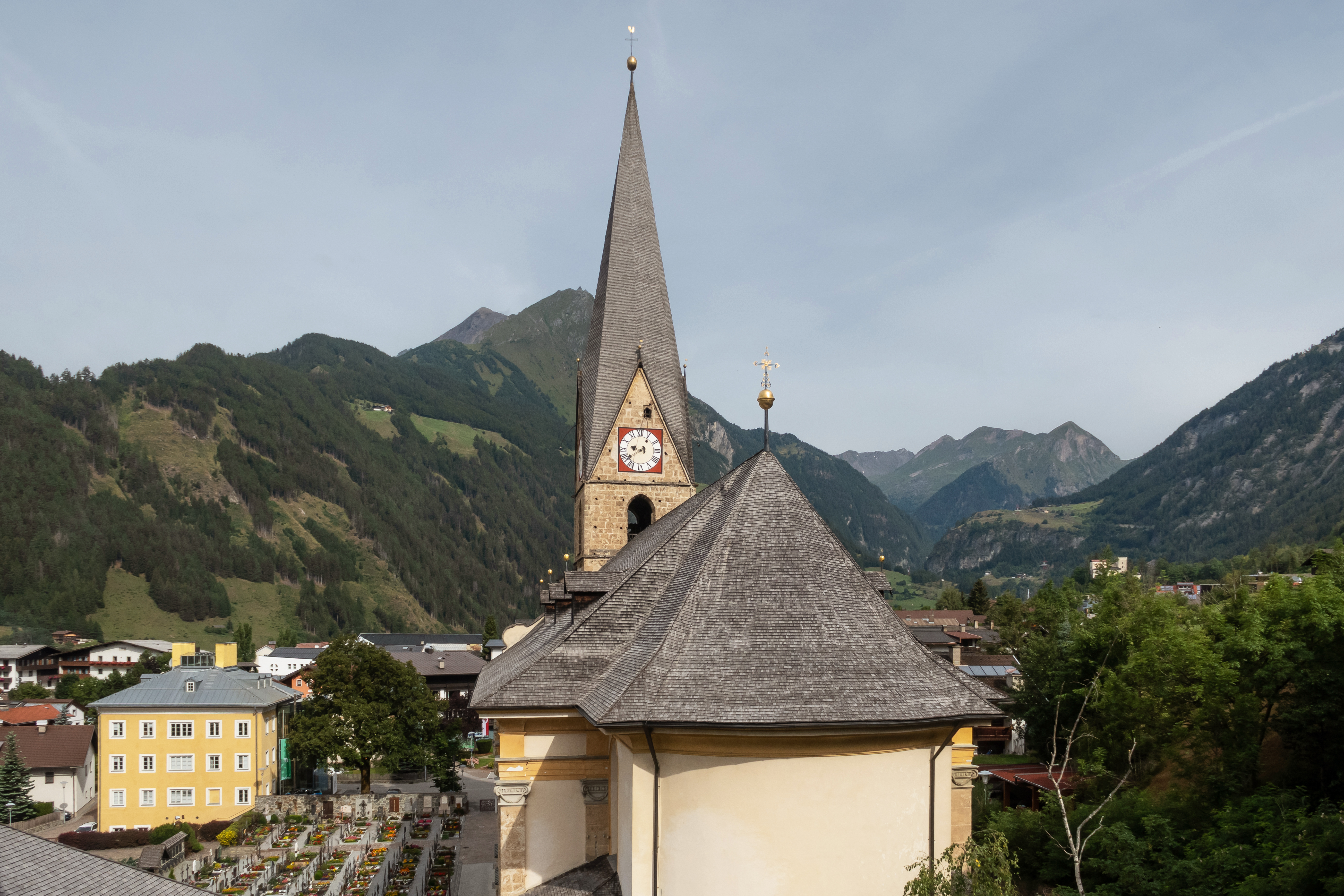
Matrei in Osttirol, kerk: katholische Pfarrkirche Sankt Albanus
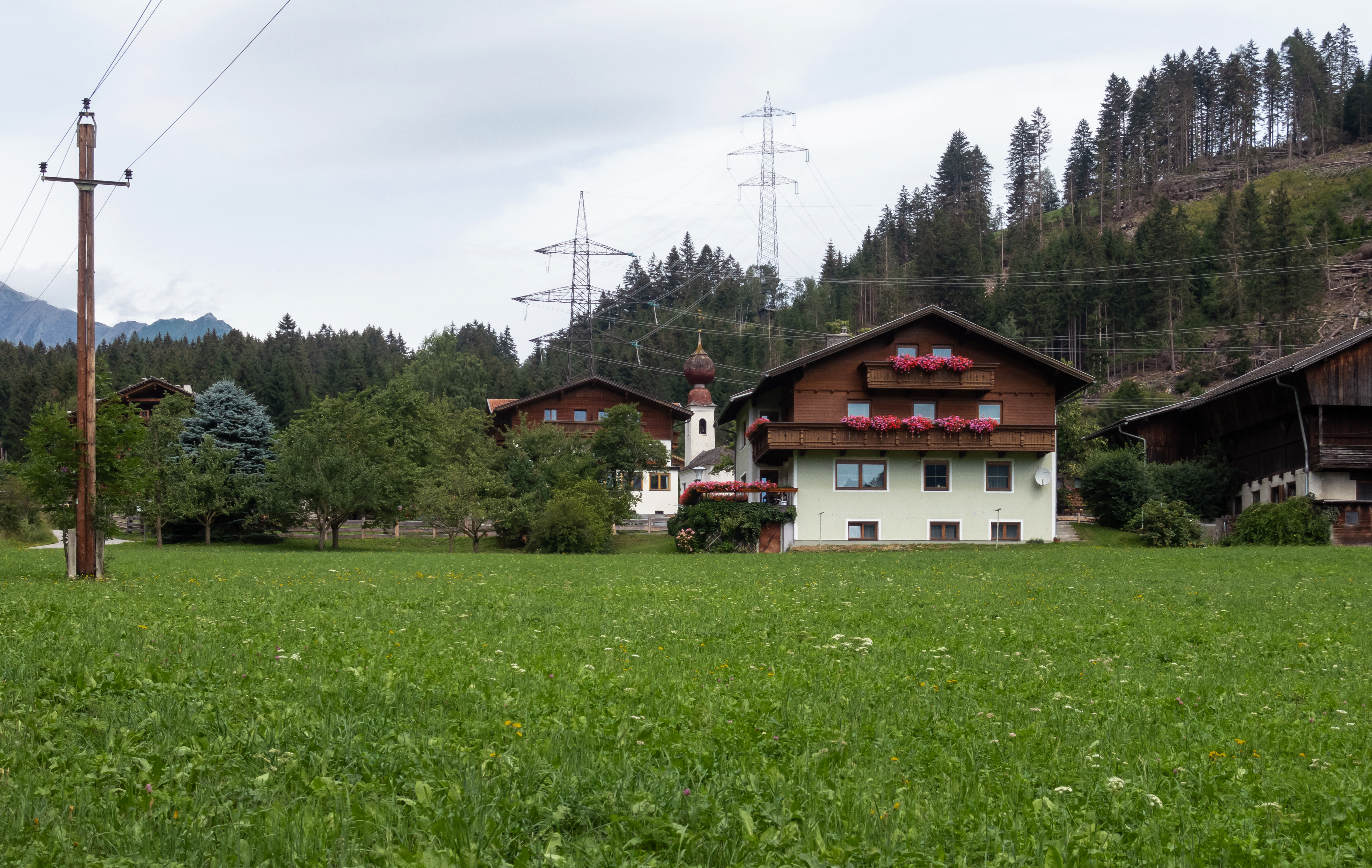
Feld, dorpszicht met kerk
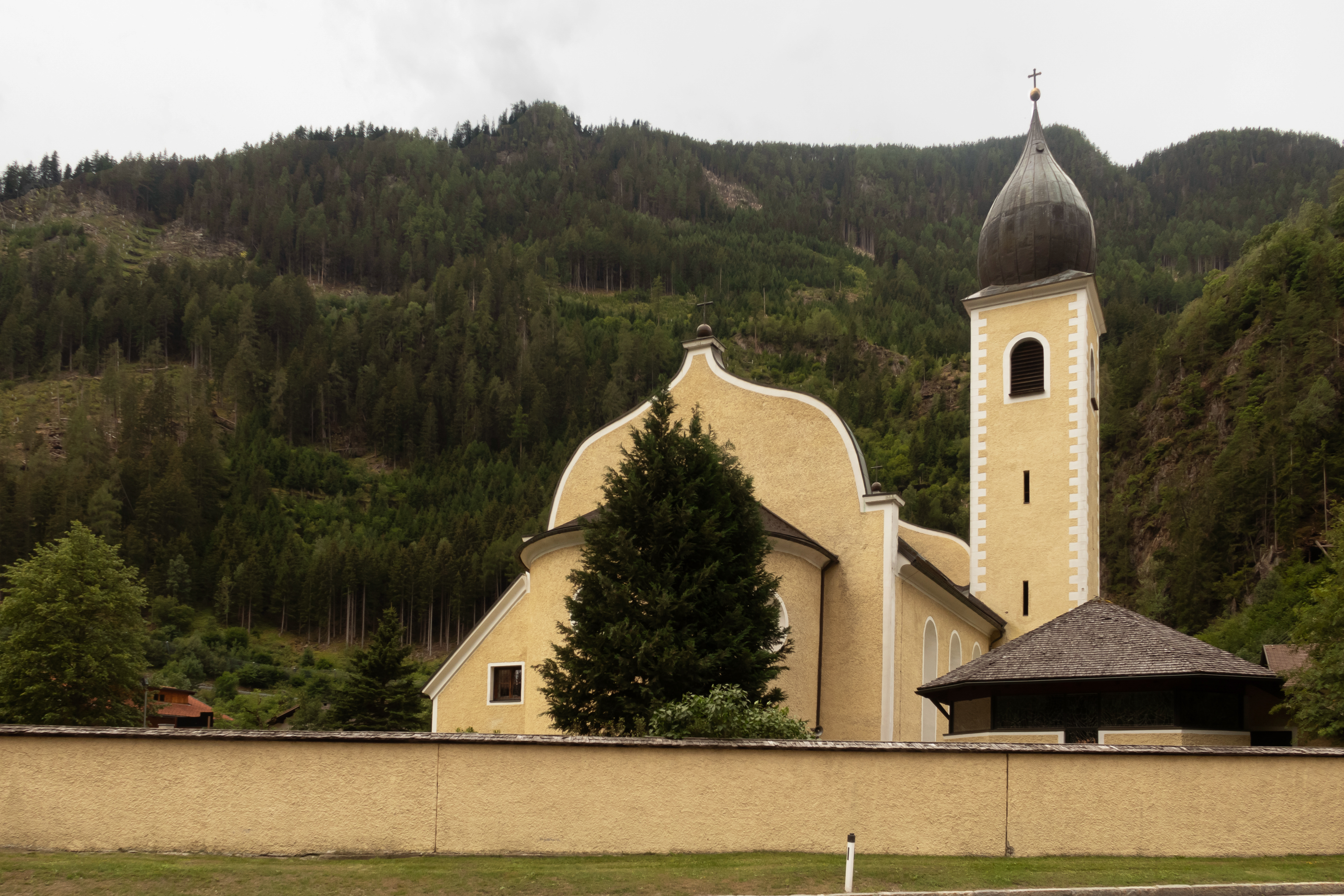
Huben, kerk: die Herz-Jesu-Kirche
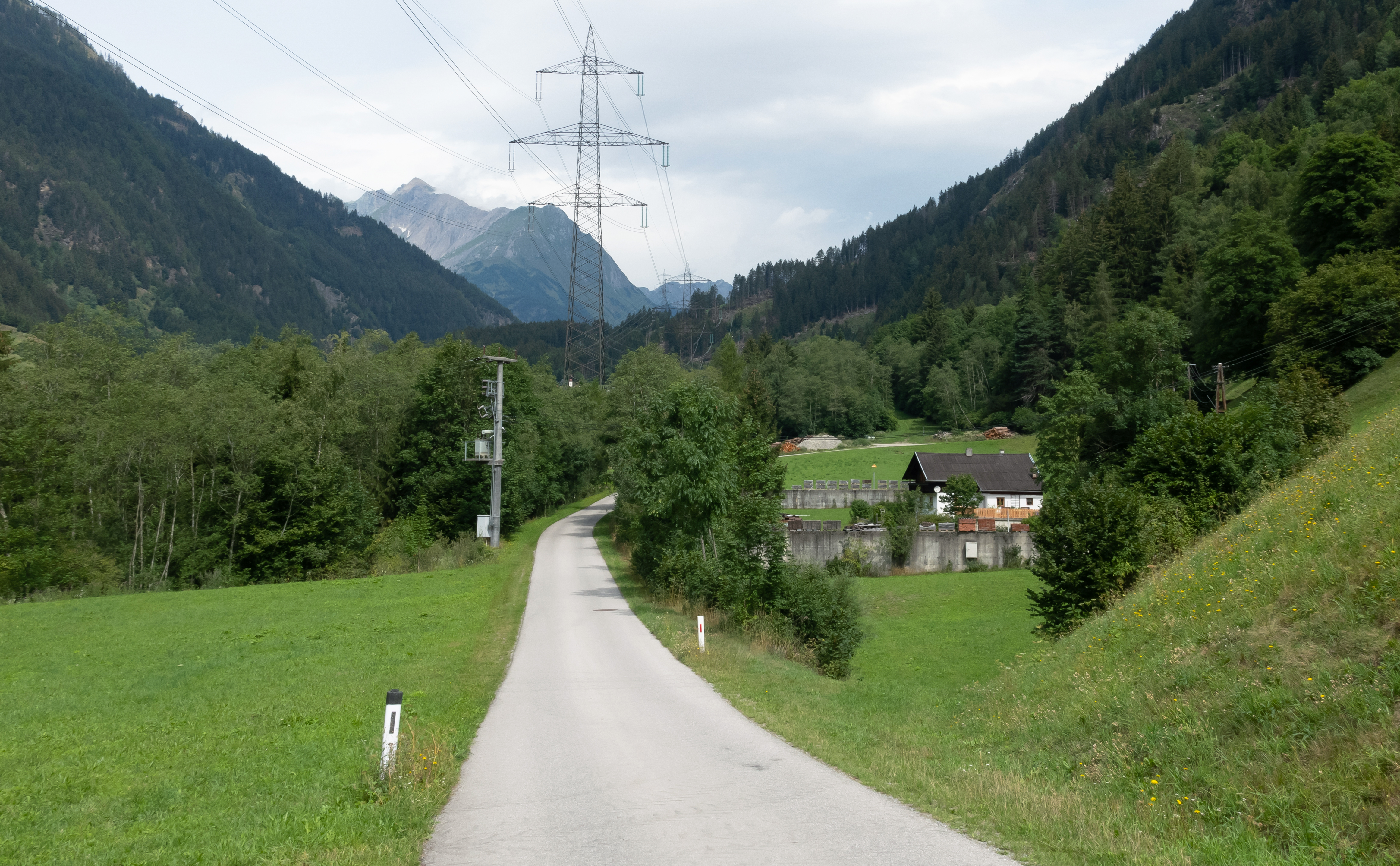
Wegpanorama bij Moos
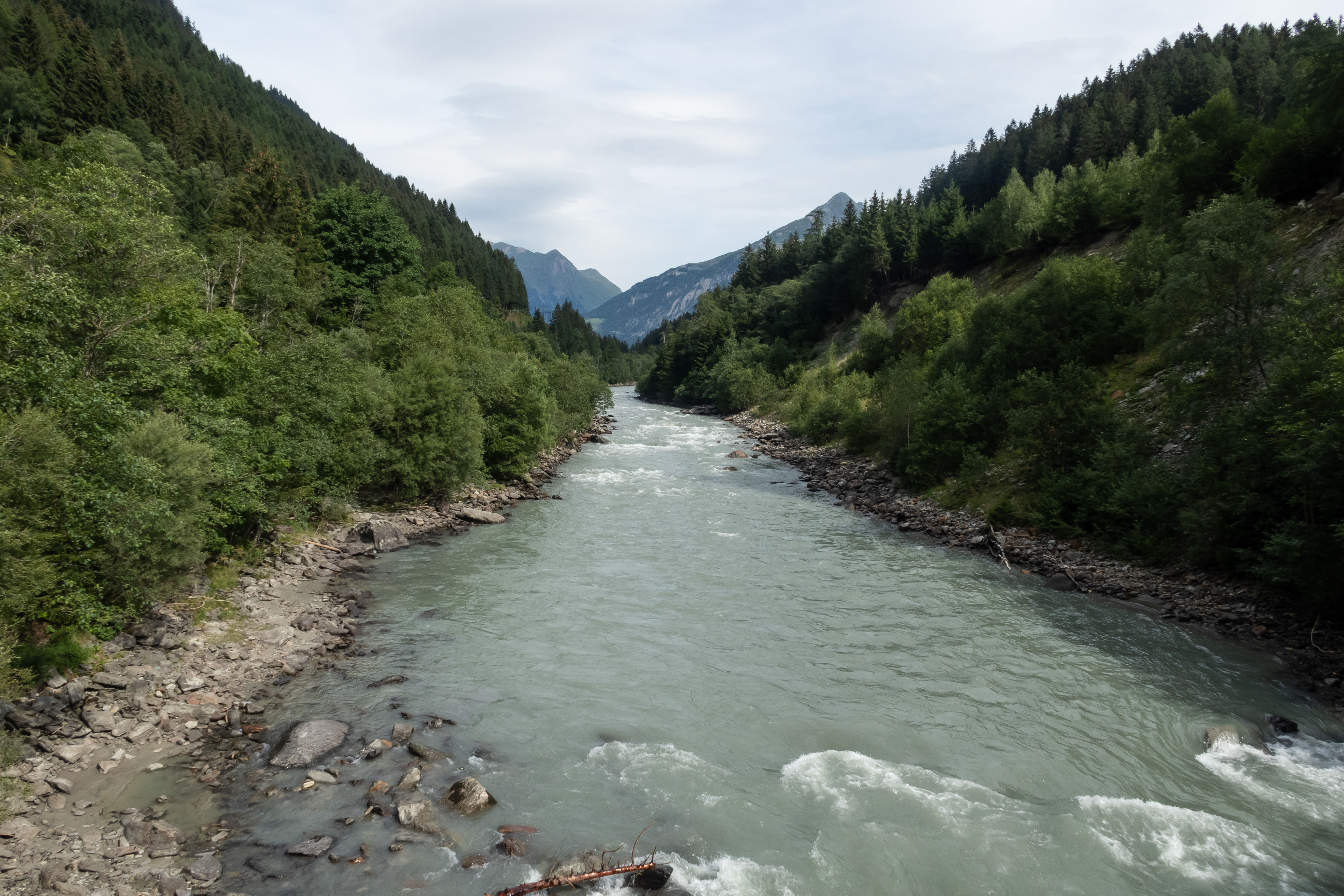
De Isel bij Feld

### Aangrenzende gemeenten
| Aangrenzende gemeenten      | Aangrenzende gemeenten | Aangrenzende gemeenten   | Aangrenzende gemeenten | Aangrenzende gemeenten |
| --------------------------- | ---------------------- | ------------------------ | ---------------------- | ---------------------- |
| Neukirchen am Großvenediger |                        | Bramberg / Hollersbach   |                        | Mittersill / Uttendorf |
|                             |                        |                          |                        |                        |
| Prägraten / Virgen          | Kals am Großglockner   |                          |                        |                        |
|                             |                        |                          |                        |                        |
| Sankt Veit in Defereggen    |                        | Hopfgarten in Defereggen |                        | Sankt Johann im Walde  |

Abfaltersbach ·
Ainet ·
Amlach ·
Anras ·
Assling ·
Außervillgraten ·
Dölsach ·
Gaimberg ·
Heinfels ·
Hopfgarten in Defereggen ·
Innervillgraten ·
Iselsberg-Stronach ·
Kals am Großglockner ·
Kartitsch ·
Lavant ·
Leisach ·
Lienz ·
Matrei i. O. ·
Nikolsdorf ·
Nußdorf-Debant ·
Oberlienz ·
Obertilliach ·
Prägraten am Großvenediger ·
Sankt Jakob in Defereggen ·
Sankt Johann im Walde ·
Sankt Veit in Defereggen ·
Schlaiten ·
Sillian ·
Strassen ·
Thurn ·
Tristach ·
Untertilliach ·
Virgen
- Gemeinsame Normdatei: 4100637-9
- Virtual International Authority File: 238385642
- WorldCat: E39PBJtH7BtttpyXdKgXkKbw4q